# Taenioides caniscapulus
Taenioides caniscapulus är en fiskart som beskrevs av Hilario Atanacio Roxas och Ablan, 1938. Taenioides caniscapulus ingår i släktet Taenioides och familjen smörbultsfiskar. Inga underarter finns listade i Catalogue of Life.